# 三岔河镇 (商洛市)
三岔河镇，是中华人民共和国陕西省商洛市商州区下辖的一个乡镇级行政单位。

## 行政区划
三岔河镇下辖以下地区：
七星村、灯塔村、黄鱼沟村、阎坪村、秦龙村、秦庙村、杨峪沟村、三星村、三岔河村和康河村。